# دائرة سيدي عامر
تقع دائرة سيدي عامر جنوب غرب ولاية المسيلة يحدها من الشمال دائرة عين الحجل ومن الشمال الغربي سيدي عيسى ومن الجنوب دائرة جبل امساعد و دائرة أمجدل ومن الشرق دائرة بوسعادة أما من الغرب فتتقاسم الحدود مع حد الصحاري التابعة لولاية الجلفة ترجع نشأتها إلى 1991 بموجب المرسوم رقم 306 المؤرخ 1991/08/24 إثر تقسيم الإداري الأخير أما بالنسبة إلى بلدية سيدي عامر يعود تاريخ إنشائها في سنة 1971 أما مدينة سيدي عامر يعود تاريخها 1930 أو قبل ذلك كانت ضيعة أو عبارة عن مجموعة من بويتات ترابية لا تكسب من الحياة سوى أراض وأسقف من القش وبئر ماء، وقطعان أغنام وذلك يعود سنة 1917م.

## التسمية
كانت تسمى في العهد الاستعماري راس الضبع ثم سميت بهذا الاسم نسبة إلى الشيخ سيدي عامر الذي ينتسب إليه سكان الدائرة إذ يعود أصل نسب أولاد عامر إلى محمد بن عبد الله علال بن موسى بن عبد السلام بن أحمد بن علال بن عبد السّلام بن مشيش بن أبي بكر بن علي بن حرمة بن عيسى بن سلام بن مزوار بن حيدرة بن إدريس الأصغـر بن إدريس الأكبـر بن عبد الله الكامل بن الحسن المثنى بن الحسن السبط بن علي (كرم الله وجهه) بن أبي طالب وفاطمة الزهراء ابنة النبي (صلى الله عليه وسلم).

## الإحصائيات
تتربع دائرة سيدي عامر على مساحة شاسعة تقدر بـ : 1503 كلم² ، تتكون من بلديتين هما سيدي عامر وتامسة، يبلغ عدد سكان دائرة سيدي عامر على إحصائيات سنة 1998 حوالي 26342 نسمة، يشق الدائرة الطريق الوطني رقم 89 الرابط بين مدينة بوسعادة ومدينة سيدي عامر ومن جهة بين مدينة سيدي عامر ومدينة عين وسارة بولاية الجلفة وكذا الطريق الوطني رقم 46 الرابط بين مدينة بوسعادة ومدينة الجلفة والذي يمر بجنوب شرق الدائرة على بلدية تامسة، إضافة إلى طريق ولائية وأخرى بين بلدية الداشرة والبلديات المجاورة، وأخرى بين مناطق وقرى الدائرة مثل الخرزة بلعروق الزاوية، ويبعد مقر دائرة سيدي عامر عن مقر الولاية (بوسعادة) بحوالي 35كم، وعن العاصمة بـ 230كم.

## ثروات المناطق
تتميز دائرة سيدي عامر بتنوع أقاليمها وشساعة المناطق الرعوية والسهبية إذا تبلغ المساحة الصالحة للزراعة 69050 هكتار، وكذا تنوع النباتات مثلا الحلفاء، الشيح، المثنان، السدرة، إضافة إلى نباتات الشوكية مثلا : السنوبر، العرعار، البطم، اللوط، إضافة إلى أشجار أخرى تعد أيضًا من بين أغنى الدوائر بالمياه الجوفية وهو مادفع إلى إنشاء مناطق إستصلاح فلاحي وفي عدة مناطق من بينها منطقة الساقية ، منطقة حرملة ، بلعروق الزاوية ، منطقة الخرزة ، والدوائر غنية أيضا بالثروات الحيوانية من غنم وماعز وأبقار والخيل إضافة إلى حيوانات برية مثل غزلان، ذئاب، وثعالب، وخنازير، ضباع، وأرانب، وقنافد...إلخ، إضافة إلى بعض الحشرات السامة منها : الأفاعي والعقارب، يغلب نشاط السكان الطابع الفلاحــــي كون ثلثهم يقطنون في الريف .
تحتوي دائرة سيدي عامر على مناظر جميلة الڨارصة وبعيونهها المالحة التي تتدفق من باطن الأرض، زمرة وغاباتها الكثيفة منها واد الظل، شعبة الآخرة، واد الزرود، واد النموسة، عين السبع وعيونها العذبة والتي تتدفق من باطن الأرض، الخرزة والبطمات والشريط الرملي الذي يفصلهم عن بعضهم البعض وأخرى علاجه مثل السبخة سيدي عامر للعلاج الأمراض المزمنة مثلا : الثولال، الضغط الدموي، الأمراض الجلدية السطحية، الروماتيزم البرد، إضافة إلى بحيرة الڨارصة بمياهها المالحة لعلاج الأمراض الجلدية السطحية أيضًــا .

## التضاريس والسطح
بالنسبة وإلى المرتفعات فإن مقر دائرة سيدي عامر يرتفع بـ 750 متر على مستوى البحر الجبال ومنها الفوارة، المكتسي، الشبكة الصفراء، مرتفعات زمرة، زمية، الزباش، حوض الزريقة، رأس الضبع، حجرة عمـــار، رأس الخير، المبخرة، سالات الغربية، الصبع، لصباع، خنڨة لفراد، الفوارة جبل الڨارصة، ڨواميز الحنة، مرتفعات بودن الزير 1600 متر على مستوى سطح البحر جبل بن ماجد
الأودية وتتوفر دائرة سيدي عامر على شبكة كبيرة من الأودية أهمها: وادي العرعار الذي يمر بالمدينة، شعبة ممخ الذي يمر بوسط المدينة، وادي حويض الطين، وادي لڨراد، وادي الشڨة، واد الصفي، وادي الڨارصة، وادي الساڨية الذي يصب في الزاغر الشرقي، وادي أمجدل الذي يمر بجانب الخرزة ويصب في الزاغر الشرقي أيضًا، وادي سيدي بايزيد يمر وسط قرية عين السبع، وادي بودن الزير يمر وسط تامسة، وادي بلعروق ببلعروق الزاويةالزاوية...الخ.